# Anita Orejas
Ana Orejas López, conocida como Anita Orejas, (Sama de Langreo, c. 1914 - Gijón, 9 de noviembre de 1937) fue una trabajadora doméstica y enfermera española víctima de la represión franquista que fue condenada a muerte acusada de un delito de rebelión militar.

## Biografía
Ana Orejas nació en la localidad asturiana de Sama de Langreo. Trabajó como empleada del hogar. Ejerció como enfermera en el Sanatorio Covadonga de Gijón durante la guerra civil española. Estuvo afiliada al Partido Socialista y fue madre soltera.
Tras la toma de Gijón el 20 de octubre de 1937 por parte del bando sublevado, Orejas fue detenida por los nacionales el 1 o 2 de noviembre de 1937 y llevada al cuartel de Los Campos de la Guardia Civil en Gijón. La detención se produjo a raíz de una denuncia en la que se la acusaba de llevar un pañuelo rojo liado al cuello y una pistola durante el periodo republicano de la ciudad.
Ingresó en la cárcel de El Coto. Fue condenada a muerte el 8 de noviembre de 1937 en un consejo de guerra sumarísimo celebrado en el Antiguo Instituto Jovellanos de Gijón. Al día siguiente, el 9 de noviembre de 1937 fue ejecutada por fusilamiento a los 23 años de edad junto a otros trece hombres. Le asestaron dos disparos en la cabeza y tres en el corazón. Fue enterrada en la fosa común del cementerio de Ceares. Fue la primera mujer fusilada por el bando nacional en Gijón.
Su hija, María Amparo Orejas López, nacida en 1936, fue entregada a una pareja de feriantes del bando franquista que tenían un puesto de tiro al blanco. Nunca fue reconocida por ellos y la hicieron trabajar desde los siete años. El hombre era hijo de la presidenta de Acción Católica, Hortensia Álvarez.

## Reconocimientos
- El 14 de abril de 2010, el nombre de Orejas fue incluido en un monolito instalado en el cementerio de Ceares de Gijón, en el que se recoge el nombre de las 1.934 víctimas de la represión franquista en la ciudad.[10][11]
- En 2017, se descubrió una placa en el Museo Nicanor Piñole en homenaje a las ocho mujeres represaliadas por el franquismo en Gijón entre diciembre de 1937 y agosto de 1939.[1][7] En la placa, además del nombre de Orejas, se incluyeron los de Eladia García Palacios, Anita Vázquez Barrancúa, Estefanía Cueto Puertas, Belarmina Suárez Muñiz, Juana Álvarez Molina, Teresa Santianes Giménez y Máxima Vallinas Fernández.[1][7]